# Palazzo Fiat a Via Calabria
Palazzo Fiat a Via Calabria é um palácio neobarroco localizado na altura do número 40 da Via Calabria, no rione Sallustiano de Roma. Foi construído entre 1924 e 1926 pelo famoso arquiteto Enrico Del Debbio